# Josh Minott
Joshua "Josh" Robert Tyler Minott (Boca Raton, 25 de novembro de 2002) é um jogador jamaicano-americano de basquete profissional que atualmente joga no Boston Celtics da National Basketball Association (NBA).
Ele jogou basquete universitário pela Universidade de Memphis e foi selecionado pelo Charlotte Hornets como a 45º escolha geral no draft da NBA de 2022. Em 2025, após o fim da temporada, ele se tornou agente livre, e acabou assinando com o Boston Celtics, um contrato de US$ 5 milhões em 2 anos.

## Carreira no ensino médio
Minott jogou basquete na Saint Andrew's School em Boca Raton, Flórida. Em sua terceira temporada, ele teve médias de 17,2 pontos, 7,4 rebotes e 3,3 assistências, ajudando seu time a vencer o campeonato estadual. Em sua última temporada, Minott teve médias de 23,1 pontos e 8,3 rebotes e foi eleito o Jogador do Ano da Palm Beach County pelo Sun-Sentinel. Um recruta de quatro estrelas, ele se comprometeu a jogar basquete universitário pela Universidade de Memphis e rejeitou as ofertas de Flórida State, Texas, Baylor e Maryland.

## Carreira universitária
Em 23 de janeiro de 2022, Minott registrou 18 pontos e nove rebotes na vitória por 83-81 sobre Tulsa. Como calouro em Memphis, ele teve médias de 6,6 pontos e 3,8 rebotes em 14,6 minutos. Ele foi nomeado para a Equipe de Calouros e foi três vezes eleito o Calouro da Semana da AAC. Em 24 de março de 2022, ele se declarou para o draft da NBA de 2022, mantendo sua elegibilidade universitária. Ele optou por permanecer no draft, abrindo mão de sua elegibilidade restante.

## Carreira profissional

### Minnesota Timberwolves (2022–Presente)
No draft da NBA de 2022, Minott foi selecionado pelo Charlotte Hornets como a 45ª escolha geral. Mais tarde, ele foi negociado com o Minnesota Timberwolves, junto com uma escolha de segunda rodada do draft de 2023 em troca de Bryce McGowens e a 40ª escolha do draft. Em 17 de julho de 2022, Minott assinou um contrato de 4 anos e US$ 6,8 milhões com os Timberwolves.

## Carreira na seleção
Minott nasceu na Flórida mas joga pela Seleção Jamaicana. No Centrobasket Sub-17 de 2019 em Porto Rico, ele teve médias de 26 pontos, nove rebotes e 4,6 roubos de bola.

## Estatísticas da carreira

### NBA

#### Temporada regular
| Ano      | Equipe    | PJ | PT | MPJ | AP   | 3P   | LL    | RT  | AS | BR | TO | PPJ |
| -------- | --------- | -- | -- | --- | ---- | ---- | ----- | --- | -- | -- | -- | --- |
| 2022–23  | Minnesota | 15 | 0  | 6.4 | .500 | .333 | 1.000 | 1.7 | .3 | .3 | .4 | 3.1 |
| 2023–24  | Minnesota | 32 | 0  | 2.9 | .472 | .400 | .857  | .5  | .3 | .2 | .2 | 1.6 |
| Carreira | Carreira  | 47 | 0  | 4.6 | .486 | .366 | .928  | 1.1 | .3 | .2 | .3 | 2.3 |

#### Play-In
| Ano  | Equipe    | PJ | PT | MPJ | AP    | 3P    | LL    | RT | AS | BR | TO | PPJ |
| ---- | --------- | -- | -- | --- | ----- | ----- | ----- | -- | -- | -- | -- | --- |
| 2023 | Minnesota | 1  | 0  | 3.9 | 1.000 | 1.000 | 1.000 | .0 | .0 | .0 | .0 | 7.0 |

#### Playoffs
| Ano      | Equipe    | PJ | PT | MPJ | AP   | 3P   | LL | RT  | AS | BR  | TO  | PPJ |
| -------- | --------- | -- | -- | --- | ---- | ---- | -- | --- | -- | --- | --- | --- |
| 2023     | Minnesota | 1  | 0  | 6.3 | .000 | .000 | –  | .0  | .0 | 2.0 | 1.0 | .0  |
| 2024     | Minnesota | 5  | 0  | 3.6 | .222 | .400 | —  | 1.0 | .6 | .0  | .0  | 1.2 |
| Carreira | Carreira  | 6  | 0  | 4.9 | .111 | .200 | —  | .5  | .3 | 1.0 | .5  | .6  |

### Universidade
| Ano     | Equipe  | PJ | PT | MPJ  | AP   | 3P   | LL   | RT  | AS | BR | TO | PPJ |
| ------- | ------- | -- | -- | ---- | ---- | ---- | ---- | --- | -- | -- | -- | --- |
| 2021–22 | Memphis | 33 | 5  | 14.6 | .522 | .143 | .754 | 3.8 | .9 | .8 | .7 | 6.6 |

Fonte: